# Popești-Leordeni
Popești-Leordeni è una città della Romania di 53 434 abitanti, ubicata nel distretto di Ilfov, nella regione storica della Muntenia.
La città è nata nel 1873 dall'unione di tre centri preesistenti: Popești-Conduratu (o Pavlicheni), Popești-Români e Leordeni.
Ubicata a ridosso del territorio di Bucarest, Popești-Leordeni è sostanzialmente una città-satellite della capitale senza soluzione di continuità. La grande crescita demografica l'ha resa la città più popolosa del distretto.
Il monumento più importante della città è la chiesa ortodossa Vintilă Vodă, che venne costruita a partire dal 1672-73 e venne ufficialmente inaugurata il 23 settembre 1676, come attestato da una lapide dell'epoca con lettere in rilievo posta al di sopra del portone principale. Accanto ad essa si trova la casa parrocchiale, costruita nel 1899.

## Trasporti e infrastrutture

### Strade
Il territorio di Popești-Leordeni è attraversato dalla strada nazionale DN4, dalla Cintura di Bucarest e dalla autostrada A0.

### Mobilità urbana
È collegata al centro di Bucarest tramite le linee di autobus gestite da STV (Serviciul Transport Voluntari). Sul confine ovest, nel territorio di Bucarest, le stazioni dei riferimento della metropolitana di Bucarest sono Dimitrie Leonida, Berceni e Tudor Arghezi.